# Pretty Girls Like Trap Music
Pretty Girls Like Trap Music (reso graficamente Pretty Girls 👍 TRΛP MUSIC) è il quarto album in studio del rapper statunitense 2 Chainz, pubblicato il 16 giugno 2017 dalla Def Jam Recordings.

## Antefatti
2 Chainz ha iniziato la sua carriera musicale sotto l'appellativo di Tity Boi, al fianco di Dolla Boy, nel gruppo hip-hop Playaz Circle. Il gruppo è stato firmato per l'etichetta discografica Disturbing tha Peace (DTP) di Ludacris, un altro rapper della Georgia. I Playaz Circle hanno poi pubblicato due album sotto quell'etichetta, partendo dal loro singolo Duffle Bag Boy per il loro album di debutto. Nel 2007, 2 Chainz ha iniziato a pubblicare materiale solista, dopo aver concluso un contratto di registrazione solista con la Def Jam Recordings nel 2012. Dopo il contratto discografico, la Def Jam ha debuttato in solitaria con Based on a T.R.U. Story, ad agosto. Def Jam ha poi pubblicato i suoi album seguenti B.O.A.T.S. II: Me Time, nel 2013, e ColleGrove, nel 2016.
Il 2 gennaio 2017, ad una conferenza stampa degli Atlanta Hawks, 2 Chainz ha rivelato che il suo quarto album in studio sarebbe stato intitolato Pretty Girls Like Trap Music. Nel maggio 2017, 2 Chainz è apparso nel programma televisivo The View, dove ha detto che i fan dovrebbero aspettarsi una certa "crescita e maturazione" nell'album. Ha continuato dicendo "Rimane sempre [un album dal] contenuto tagliente, ma la musica trap viene un po' definita come musica di sottofondo socioeconomico dove devi vedertela per andartene. È una situazione in cui un sacco di brave ragazze amavano i cattivi ragazzi, ed è su questo che l'album si baserà". In un'intervista con Rolling Stone, 2 Chainz ha detto che il titolo dell'album deriva dalla frase "belle ragazze a cui piace questo spaccone - chi pensi che sarebbe attratto da un altro tipo di musica. Loro amano i Migos, Future. Tu vai con questa ragazza e vuoi giocare a Bryson Tiller. Ma lei è tipo, voglio sentire Gucci".

## Registrazione
(2 Chainz, Rolling Stone)
Il 1º giugno 2017, 2 Chainz è stato intervistato dai LA Leakers dove la conversazione si è spostata sulla direzione creativa dell'album e il rapper ha parlato della tracklist e della produzione. "Non ho forzato nessuna collaborazione; quando ascolti i suoni delle tracce sembra che siano state messe semplicemente delle voci in quelle tracce". Ha anche parlato del contributo di Pharrell Williams nel progetto, dicendo che Williams era uno dei collaboratori finali dell'album: "È un grande produttore, quindi penso che abbia portato in tavola ciò che sentivamo mancasse nel progetto". Il risultato finale è ciò che 2 Chainz chiama "top tier yacht music". In un'intervista con Rolling Stone, 2 Chainz ha detto di aver continuato l'arte di memorizzare tutte le sue rime prima di registrare l'album: "Non mi piace scrivere. Mi sento come se potessi sprecare una buona idea semplicemente ascoltando una traccia. Non voglio sentire 15 beat. Non voglio sprecare il mio tempo in studio ascoltando beat. Quando vengo, voglio lavoro. Caricateli. Vado fuori di testa. E tra i tre [beat scelti da un produttore], spero che uno di quelli sia qualcosa che posso mantenere o continuare a fare".

## Tracce
1. Saturday Night – 4:31
2. Riverdale Rd – 3:24
3. Good Drank (featuring Gucci Mane & Quavo) – 3:45
4. 4 AM (featuring Travis Scott) – 4:15
5. Door Swangin – 3:08
6. Realize (featuring Nicki Minaj) – 3:51
7. Poor Fool (featuring Swae Lee) – 3:41
8. Big Amount (featuring Drake) (iTunes Bonus track) – 3:11
9. It's a Vibe (featuring Ty Dolla Sign, Trey Songz & Jhené Aiko) – 3:30
10. Rolls Royce Bitch – 3:59
11. Sleep When U Die – 3:14
12. Trap Check – 3:06
13. Blue Cheese (featuring Migos) – 5:08
14. OG Kush Diet – 4:10
15. Bailan (featuring Pharrell) (iTunes Bonus track) – 3:50
16. Burglar Bars (featuring Monica) – 5:07

## Classifiche
| Classifica (2017) | Posizione raggiunta |
| ----------------- | ------------------- |
| Canada            | 7                   |
| Stati Uniti       | 2                   |